# Patollo

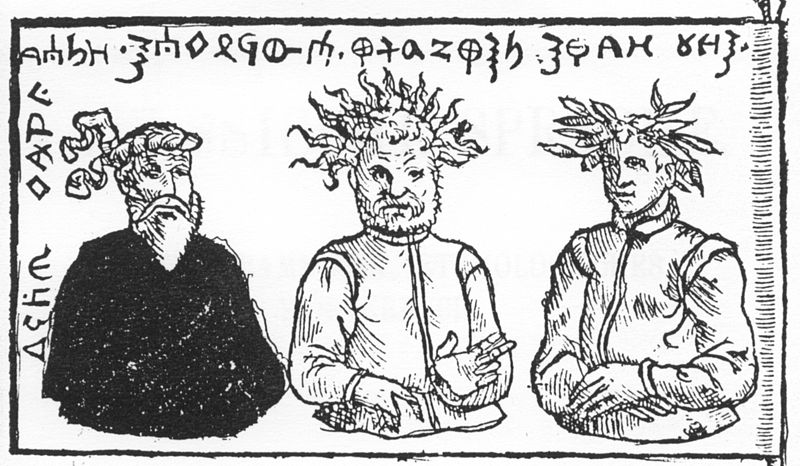
Vlajka Witowuda nakreslená Simonem Grunau, Patollo zcela vlevo

Patollo či Patollus, v původní formě nejspíše Patulas je pruský bůh podsvětí. Jeho jméno je vykládáno z předpony pa „pod“ a kořene *tul(a) „země“. Jeho východobaltskou analogií je Velnias.
Poprvé je zmíněn v stížnosti biskupa Warmie papeži Collatio episcopi Warmiensis z roku 1419. Bližší popis tohoto božstva se nachází v kronice Simona Grunau z první poloviny 16. století. Popisuje v ní praporec bájného krále Witowuda a postavy na něm zobrazené.
| „ | „Na třetím vyobrazení byl starý muž s dlouhým zeleným vousem, barva jeho (tváře) byla úplně mrtvolná, ověnčen byl bílým plátnem, jako by to byl turban. Na oba ostatní hledí zespoda. Je nazýván Patollo.“ | “ |

Podle Simona Grunau také obyvatelé Pruska původně uctívali pouze Slunce, až Kimbrové zavedli uctívání božské triády Patollo, Potrimpo a Perkuno.